# Region Arequipa
Die Region Arequipa (spanisch Región Arequipa, Quechua Ariqipa suyu) ist eine Region im südlichen Peru. Auf einer Fläche von 63.345,39 km² leben 1.287.200 Menschen (2015). Die Hauptstadt ist Arequipa.

## Geographie
Arequipa liegt am Pazifischen Ozean. Die Küste ist teilweise felsig und unnahbar, teilweise auch durch badegerechte Sandstrände gekennzeichnet.  Einige wenige Flüsse strömen in tiefen Tälern von den Anden herunter zum Pazifik und ermöglichen eine Bewässerungslandwirtschaft. Das Landesinnere ist im Allgemeinen sehr trocken und steigt allmählich an bis zur majestätischen Vulkankette (Cordillera Volcánica), deren höchster Gipfel der eisbedeckte Coropuna mit 6.425 Metern ist. Hinter der Vulkankette beginnt sich langsam  der Altiplano auszubreiten, die weitläufige Hochebene, welche hier noch durch einige weitere Gebirgszüge unterteilt wird.
Die Sierra Arequipas ist durchzogen von tiefen Schluchten wie dem Cotahuasi Cañon oder dem Colca Cañon, welcher als tiefste Schlucht der Welt gilt.

## Städte
Die Stadt Arequipa ist das alles dominierende wirtschaftliche, politische und kulturelle Zentrum der Region.
Die zwei wichtigsten Hafenstädte sind Mollendo und Matarani.

## Provinzen
Die Region Arequipa ist unterteilt in acht Provinzen und 109 Distrikte:
| Provinz    | Einwohner 2015 | Fläche     | Hauptstadt  |
| ---------- | -------------- | ---------- | ----------- |
| Arequipa   | 969.284        | 9 682 km²  | Arequipa    |
| Camaná     | 58.952         | 3 998 km²  | Camaná      |
| Caravelí   | 40.904         | 13 140 km² | Caravelí    |
| Castilla   | 38.670         | 6 914 km²  | Aplao       |
| Caylloma   | 94.220         | 14 019 km² | Chivay      |
| Condesuyos | 17.943         | 6 958 km²  | Chuquibamba |
| Islay      | 52.630         | 3 886 km²  | Mollendo    |
| La Unión   | 14.602         | 4 746 km²  | Cotahuasi   |